# Раміз Мехтієв
Раміз Енвер огли Мехтієв (азерб. Ramiz Ənvər oğlu Mehdiyev; 17 квітня 1938, Баку) — азербайджанський вчений. Глава Адміністрації Президента Азербайджану (1995—2019), президент Національної Академії Наук Азербайджану (2019—2022). Академік Національної Академії Наук Азербайджану. Доктор філософських наук.

## Життєпис
Народився 17 квітня 1938 року у місті Баку. У 1957 році закінчив Бакинську морехідну школу. У 1966 року закінчив історичний факультет Бакинського державного університету. Навчався в аспірантурі факультету філософії МДУ імені Михайла Ломоносова. У травні 1972 року на засіданні Вченої ради філософського факультету Московського державного університету захистив дисертацію на здобуття наукового ступеня кандидата філософських наук. У 1993 році захистив дисертацію на здобуття наукового ступеня доктора філософських наук на тему «Міжнаціональні відносини: теоретичні та політичні проблеми».
З 1957 року працював в Управлінні «Каспнафтофлот» ВПО «Каспморнафтогазпром». З 1965 року інструктор студентського відділу ЦК ЛКСМ Азербайджану. У 1967-68 рр. працював другим секретарем Нахічеванського обкому комсомолу. З 1972 року працював викладачем, старшим викладачем кафедри наукового комунізму Азербайджанського державного університету. У травні 1974 року був висунутий в апарат ЦК КП Азербайджану як лектор відділу пропаганди та агітації. У червні 1976 року був затверджений заступником завідувача відділу науки та навчальних закладів ЦК КП Азербайджану. У жовтні 1978 обраний першим секретарем райкому Комуністичної партії Азербайджану імені 26 Бакинських комісарів. У червні 1980 року затверджено завідувачем відділу науки та навчальних закладів, у січні 1981 року — завідувачем відділу організаційно-партійної роботи ЦК Компартії Азербайджану. У грудні 1982 року обраний секретарем ЦК КП Азербайджану. У травні 1988 року у зв'язку зі зміною керівництва республіки на пленумі ЦК було звільнено з посади секретаря ЦК КП Азербайджану. У червні 1988 року призначений завідувачем відділу Інституту суспільно-політичних досліджень та інформації Академії наук Азербайджану.
У лютому 1994 року Президентом Азербайджанської Республіки Гейдаром Алієвим призначений завідувачем відділу апарату Президента Азербайджану, а в лютому 1995 року призначений керівником Адміністрації Президента Азербайджанської Республіки. У 1980—1990 роках був депутатом Верховної Ради Азербайджану двох скликань. 1995 року обраний членом Міллі меджлісу Азербайджанської Республіки. У жовтні 2019 року був звільнений з посади керівника Адміністрації президента Азербайджану.
У квітні 2001 року обраний членом Нью-Йоркської академії наук. У 2007 року обраний дійсним членом (академіком) Національної Академії Наук Азербайджану. З 23 жовтня 2019 року по 14 лютого 2022 року був президентом Національної Академії Наук Азербайджану.

## Нагороди та відзнаки
- Орден «Гейдар Алієв» (2019).